# Asteriornis
Asteriornis ("Chim của Asteria") là một chi chim đã tuyệt chủng từ cuối kỷ Phấn trắng muộn tại Bỉ, được biết đến từ một loài duy nhất, Asteriornis maastrichtensis. Chúng có liên quan chặt chẽ với các loài chim thuộc họ Điểu cầm như gà và vịt. Thành viên của chi là những con chim nhỏ, chân dài (~ 394 g) sống gần bờ biển và cùng tồn tại với nhiều loại chim "nguyên thủy" khác như Ichthyornis. Asteriornis là một trong những loài chim lâu đời nhất thuộc nhóm Neornithes, bao gồm tất cả các loài chim hiện đại. Chúng có đặc điểm của cả Bộ Gà (chim giống gà) và Bộ Ngỗng (chim giống vịt), cho thấy vị trí của chúng là họ hàng gần của tổ tiên chung cuối cùng của cả hai nhóm.
Asteriornis có thể làm sáng tỏ lý do tại sao Neornithes là loài khủng long duy nhất sống sót sau Sự kiện tuyệt chủng kỷ Phấn trắng – Paleogen. Sự cùng tồn tại của nó với các loài chim không phải là neornithean như Ichthyornis ngụ ý rằng sự cạnh tranh không phải là yếu tố chính cho sự tuyệt chủng của những loài không phải là neornithean, giống như các loài chim hiện đại trong hầu hết các khía cạnh, nhưng đã chết cùng với những con khủng long không phải là khủng long avian. Kích thước nhỏ, đời sống trên cạn, và chế độ ăn chung cơ bản đều đã được suy luận là những lợi thế sinh học được sở hữu bởi các sinh vật sơ khai, cho phép chúng tồn tại và đa dạng hóa sau khi tuyệt chủng. Asteriornis có đủ những phẩm chất giống loài này, cho thấy những nghi ngờ như vậy là hợp lý. Tuy nhiên, Asteriornis cũng là bằng chứng chống lại một giả thuyết khác cho rằng các loài chim hiện đại có nguồn gốc từ các lục địa phía nam. Điều này được ủng hộ bởi các quan sát về sự đa dạng của loài chim hiện đại và việc phát hiện ra Vegavis (một loài mới có thể đến từ Nam Cực), nhưng sự hiện diện của Asteriornis ở châu Âu cho thấy rằng các loài chim hiện đại có thể đã lan rộng ở các lục địa phía bắc trong quá trình tiến hóa ban đầu của chúng.

## Khám phá và đặt tên
Asteriornis dựa trên mẫu vật NHMM 2013 008, được lưu trữ tại Bảo tàng Lịch sử Tự nhiên Maastricht (tiếng Hà Lan: Natuurhistorisch Museum Maastricht), bao gồm một hộp sọ gần như hoàn chỉnh và các mảnh xương chân và xương quay. Nó được lấy từ bốn khối trầm tích được tìm thấy trong hệ địa tầng Maastricht của Bỉ, và lần đầu tiên được khai quật vào khoảng năm 2000. Sự hình thành địa chất này là tên gọi của giai đoạn Maastrichtian, là giai đoạn cuối cùng của thời kỳ Kỷ Phấn Trắng và Thời Đại Trung sinh. Nó có niên đại khoảng 66,8 đến 66,7 triệu năm tuổi, chưa đầy một triệu năm trước khi xuất hiện tiểu hành tinh gây ra Sự kiện tuyệt chủng kỷ Phấn trắng – Paleogen, giết chết tất cả các loài khủng long không phải là chim (và nhiều loài động vật khác), và bắt đầu kỷ nguyên Đại Tân sinh.
Tên chi, Asteriornis, được xây dựng từ ornis, các từ Hy Lạp đặt cho chim, và từ Asteria, một titan từ thần thoại Hy Lạp, người đã gắn liền với những ngôi sao rơi xuống, và về người mà có một huyền thoại nổi tiếng trong câu chuyện đó cô biến mình thành một con chim cút. Do đó, phần Asteri của tên chi đã ám chỉ đến thiên thạch Chixculub (là "ngôi sao rơi"), và cũng ám chỉ những con chim cút là thành viên của Điểu cầm. Tên loài A. maastrichtensis được đặt theo tên của hệ tầng Maastricht. Các nhà nghiên cứu đã phát hiện và mô tả hóa thạch đã ch Asteriornis biệt danh "Wonderchicken", được nhiều nguồn tin tức khác nhau chọn.

## Mô tả
Loài có cái mỏ hơi rủ xuống và khối lượng mỏ thì nhẹ. Không giống như Điểu cầm, mỏ không có bất kỳ kết nối chuyên biệt nào với phần còn lại của hộp sọ, cũng không có đầu móc. Thay vào đó, đầu trước của nó hơi tròn. Hộp sọ hẹp nhất trên vòng khoang mắt (hốc mắt), nơi xương trán khắc bởi một phần hình chữ V của xương mũi. Xương tạo thành khớp hàm rất giống Điểu cầm. Các xương vuông (phần của hộp sọ gắn khớp xương hàm dưới) kết nối với mái sọ qua hai điểm phát âm tiếng kêu, tiếp giáp với một điểm thứ ba. Xương hàm dưới được kết nối tứ giác bằng một cặp ổ cắm, và phía sau xương vuông là một móc lớn cũng đặt vuông góc hướng vào trong. Tất cả những đặc điểm này được coi là duy nhất đối với (hoặc ít nhất là phổ biến nhất trong) Điểu cầm.
Ở một số góc độ, hộp sọ có vẻ giống với các loài chim bộ gà như gà và chim trĩ. Chúng bao gồm xương mõm không sử dụng và xương mũi với ngã ba phía trước. Tuy nhiên, ở các góc độ khác, nó giống với các loài chim bộ ngỗng như vịt và ngỗng. Những đặc điểm như vậy bao gồm quá trình móc nối của hàm và quá trình sau hấp thụ (phần xương tạo thành cạnh sau của hốc mắt) cong về phía trước ở mức độ thấp hơn. Những điều này chứng minh một nguyên tắc tiến hóa rằng động vật gần với tổ tiên chung của hai nhóm có chung một số điểm tương đồng với mỗi nhóm.
Các xương quay phẳng và mở rộng về phía cổ tay, nơi nó sở hữu một vết sưng móc lớn. Xương chân dài và thon, tương tự về tỷ lệ và cấu trúc với các loài chim sống trên mặt đất hiện đại. Các xương đùi đã phát triển tốt cơ bắp và bao trung gian xương đùi. Các xương tibiotarsus là rộng nhất về phía đầu gối, trong khi xương tarsometatarsus là mỏng hơn và bao phủ bởi rặng xương.

## Phân loại
Một phân tích phát sinh loài đã đặt Asteriornis gần với Điểu cầm, một siêu loài mở rộng có chứa các loài chim như gà, vịt, gà lôi và các loại gia cầm khác. Vị trí chính xác là khác nhau dựa trên việc phân tích sử dụng giao thức Parsimony hay giao thức Bayes. Parsimony đặt chúng làm đơn vị phân loại chị em với Điểu cầm, có nghĩa rằng nó là họ hàng xa của tổ tiên chung cuối cùng của gà và vịt. Thay vào đó, giao thức Bayes đặt chúng trong Điểu cầm, cụ thể là đơn vị phân loại chị em với Bộ Gà. Điều này có nghĩa là nó có liên quan mật thiết với gà hơn là vịt, nhưng cũng không phải là tổ tiên trực tiếp của những con chim giống gà hiện đại.
Tuy nhiên, phân loại Asteriornis là họ hàng của gà và vịt có nghĩa là nó hoàn toàn không phải là một loài mới. Điều này rất quan trọng vì Neornithes có nguồn gốc từ tổ tiên chung cuối cùng của tất cả các loài chim còn sống, và do đó tương ứng với thuật ngữ "chim" khi nói về động vật thời hiện đại. Các loài chim tiền Neornithean như Ichthyornis, Á điểu hay Archaeopteryx thường giống với các loài chim hiện đại nhưng vẫn giữ được các đặc điểm nguyên thủy như răng hoặc móng vuốt. Hóa thạch Neornithean cực kỳ hiếm từ thời Đại Trung sinh, nói chung là rời rạc hoặc được mô tả kém. Vegavis từ kỷ Phấn trắng muộn (~ 66,5 triệu năm trước) ở Nam Cực ban đầu được mô tả là họ hàng của vịt và ngỗng, nhưng sự phân loại này còn gây tranh cãi và một số nhà cổ sinh vật học không coi đó là một sinh vật phù hợp. Asteriornis dựa trên chẩn đoán vật liệu hộp sọ và được bảo quản tốt và tình trạng của nó ít xáo trộn hơn, do đó nó có thể được coi là hóa thạch lâu đời nhất của một loài chim neornithean theo phong cách hiện đại.